# La Brosse-Montceaux
La Brosse-Montceaux ist eine französische Gemeinde mit 736 Einwohnern (Stand 1. Januar 2022) im Département Seine-et-Marne in der Region Île-de-France. Der Ort befindet sich siebeneinhalb Kilometer südöstlich von Montereau-Fault-Yonne an der Landstraße D124. La Brosse-Montceaux gehört zum Gemeindeverband Pays de Montereau.

## Geschichte
Als sich Frankreich im Zweiten Weltkrieg unter deutscher Besatzung befand, unterstützten die etwa 100 Ordensschwestern des Frauenklosters der Oblaten der Unbefleckten Jungfrau Maria der Kampf der Résistance. Zu deren Kommando hatten sie direkten Kontakt, sie standen auch mit den Forces françaises libres in London Verbindung. Im Kloster wurden verletzte Widerstandskämpfer gepflegt, Informationen gesammelt und weitergeleitet und per Fallschirm im benachbarten Weiler Chevinois abgeworfene Waffen zwischengelagert. Als Versteck für Waffen und Material dienten ein Keller und ein aufgegebener Brunnenschacht. Am 22. Juli 1944 überfielen die Deutschen das Kloster. Fünf Schwestern wurden auf der Stelle erschossen. Die Gebäude wurden geplündert und verwüstet. 86 Ordensschwestern wurden in ein Gefängnis in Fontainebleau gebracht.

## Sehenswürdigkeiten
Siehe auch: Liste der Monuments historiques in La Brosse-Montceaux
- Kirche Notre-Dame, erbaut ab dem 12. Jahrhundert
- Schloss, erbaut im 18. Jahrhundert